# Цёлльнер, Иоганн Карл Фридрих
Иоганн Карл Фридрих Цёлльнер (нем. Johann Karl Fridriech Zöllner; 8 ноября 1834, Берлин, Пруссия, — 25 апреля 1882, Лейпциг, Германия) — немецкий астроном.

## Биография
Цёлльнер родился в Берлине в семье владельца фабрики, однако впоследствии не пожелал продолжить семейное дело. С раннего детства он имел склонность к механике и конструированию различных устройств. В 1855 году он начал изучать физику в Берлинском университете, в 1857 году продолжил своё образование в Базельском университете. В 1859 году Цёлльнер получил степень доктора философии за исследование проблем фотометрии. С 1862 года он работал в Лейпциге, с 1866 — в качестве профессора астрономической физики Лейпцигского университета. В 1869 году он был избран членом Саксонской академии наук. Является инициатором создания Боткампской обсерватории.

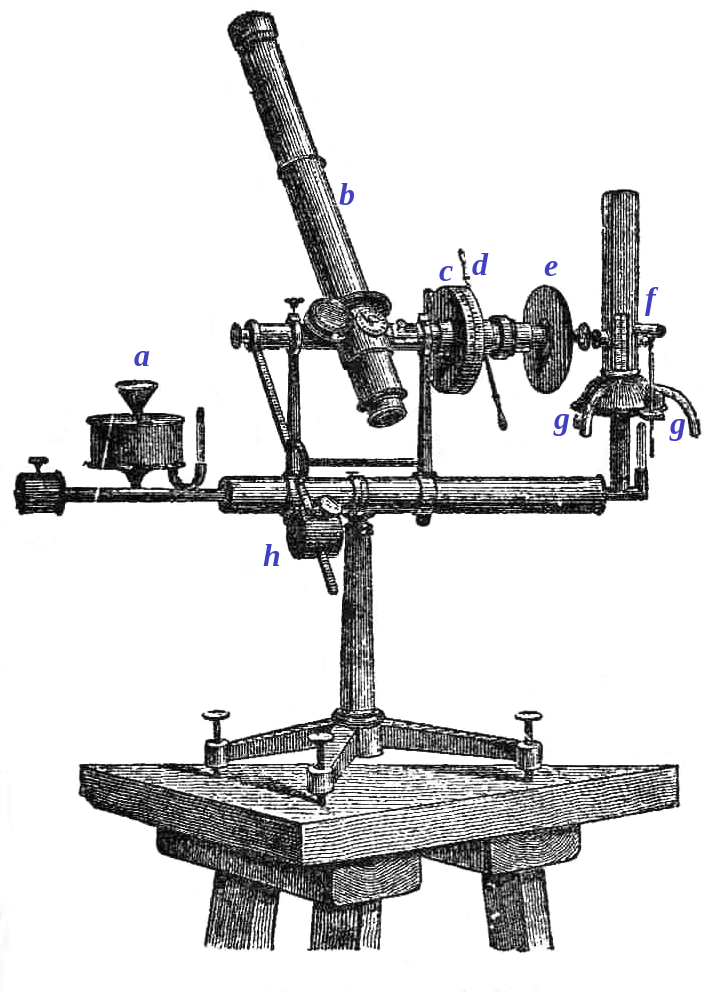
Фотометр Цёлльнера

Основные труды Цёлльнера принадлежат области фотометрии, он заложил основы современной астрофотометрии. В 1860 году описал оптическую иллюзию, впоследствии названную его именем. В 1861 году изобрел визуальный звездный фотометр, который нашёл широкое применение в астрономии. В фотометре Цёлльнера блеск звезды сравнивается с блеском искусственной звезды, который варьируется с помощью поляризационных призм.
Цёлльнер выполнил точную фотометрию многих звезд, измерил поверхностные яркости Луны и планет и изучил их изменения в зависимости от наблюдаемой фазы; на основании этих измерений он нашел, что поверхность Луны не является гладкой. Кроме того, он предпринял первые попытки измерить цвета звезд и планет, разработал оборудование для спектроскопических измерений протуберанцев и для более точной локализации спектральных линий Солнца (так называемый реверсионный спектроскоп, Reversionspectroscope). Одним из первых наблюдал протуберанцы на Солнце при помощи спектроскопа. Ряд его работ посвящён вспышкам новых звёзд, строению атмосферы Солнца и комет, в частности он предложил теорию, согласно которой кометы испаряются при приближении к Солнцу. Цёлльнер также создал горизонтальный маятник, широко используемый в геофизических исследованиях.
Цёлльнер выдвинул гипотезу об электрической природе гравитации, возникающей от ничтожного избытка элементарных сил притяжения зарядов двух тел над силами отталкивания. Приняв, что гравитация имеет электрическую природу и распространяется со скоростью света, применил формулу Вебера к гравитации, ввёл зависимость силы тяготения от взаимного движения тел и впервые объяснил на основе этой зависимости аномальное вековое смещение перигелия Меркурия, хотя рассчитанное им значение смещения (7" за столетие) было в 6 раз меньше реального. В 1872 году впервые рассмотрел возможность применения неевклидовой (римановой) геометрии к описанию конечной Вселенной и показал, что наличие ненулевой кривизны пространства должно привести к изменению законов природы (в частности, свободные частицы должны двигаться по кривым, а не прямым линиям). Однако эти идеи в своё время не привлекли никакого внимания в научном мире.
В последние годы жизни увлекался спиритизмом, провёл ряд спиритических сеансов, с помощью которых предполагал получить доказательства существования четвёртого измерения.
В его честь назван кратер на Луне.

## Публикации
- Über Photometrie. In: Poggendorffs Annalen, 1857.
- Grundzüge einer allgemeinen Photometrie des Himmels. Leipzig 1861.
- Photometrische Untersuchungen. Leipzig 1867.
- Theorie des 4-dimensionalen Raumes. Leipzig 1867.
- Die Natur der Kometen. Leipzig 1872.
- Die Transcendentale Physik. Leipzig, 1879.
- Wissenschaftliche Abhandlungen. Bd. 1-4. Leipzig 1878—1881.